# 番社腳
番社腳，是臺灣臺中市南屯區的一個傳統地域名稱，位於該區西部。相較於今日行政區，其範圍大致為文山里西南部邊界地帶中西側的貓仔崙一帶、春社里北大半部、春安里。

## 歷史
台灣清治末期至日治初期，番社腳地區為一街庄，稱為「番社腳庄」，隸屬於捒東下堡。該庄西北與井仔頭庄為鄰，東北與山仔腳庄為鄰，東南邊為劉厝庄、鎮平庄，西南邊為同安厝庄、王田庄。
1901年（日治明治三十四年）11月，全台廢縣廳改設二十廳，該庄隸屬於臺中廳。1903年（明治三十六年）6月，該庄編入「犁頭店區」，隸屬於臺中廳。1909年（明治四十二年）10月，合併二十廳為十二廳，犁頭店區隸屬不變。1920年（大正九年），全台地方制度大改正，廢十二廳改設五州二廳，該庄改制為「番社腳」大字，隸屬於臺中州大屯郡南屯庄。
戰後南屯庄改制為南屯鄉，隸屬於臺中縣，大字亦改制為村。1947年2月，南屯鄉併入臺中市改稱南屯區，村亦改制為里。1950年10月，中、彰、投分治，南屯區仍隸屬臺中市。2010年12月，臺中縣市合併為直轄臺中市，南屯區隸屬不變。

## 聚落
本地區發展較早的聚落為番社腳，在日治期初期的官方地圖上已有記載。此外，本地區尚有貓仔崙、春社、臺茂五村、馬祖二村、東光社區等聚落。

## 交通
國道1號又稱「中山高速公路」，是台灣西部兩條縱向高速公路之一，大致以北偏東—南偏西走向經過番社腳地區東南端近邊界地帶。境內未設交流道，北側最近的是市道136號交會處的南屯交流道，南側最近的是省道台1線交會處的王田交流道。由此等可快速前往國道1號沿線各地。
市道125號（安和路）是大雅至鳥日區成功的道路，大致以北北東—南南西走向經過本地區東南部。由該道路向北北東可前往山子腳、知高、下七張犁、水堀頭、林厝、下橫山、大雅市區並止於省道台1乙線路口，向南南西可前往同安厝、學田、朥胥並止於省道台1乙線另一路口。

## 學校
- 嶺東科技大學
- 嶺東高中
- 春安國小

## 廟宇
- 春社里復興宮（楓樹公）

## 文化創意
- 彩虹眷村